# Protachyoryctes tatroti
Protachyoryctes tatroti é uma espécie extinta de roedor da família Spalacidae.